# Departamento de San Vicente (Chile)
El Departamento de San Vicente fue una antigua división territorial de Chile, que perteneció originalmente a la Provincia de Colchagua, y posteriormente a la de O'Higgins. Su cabecera fue la ciudad de San Vicente de Tagua Tagua. Actualmente forma parte de la Provincia de Cachapoal.

## Historia
El Departamento fue creado por el Decreto Ley 529 de 17 de septiembre de 1925, separándolo del Departamento de Caupolicán.
El 28 de enero de 1928, el Decreto con Fuerza de Ley 8.582 reestructura la organización administrativa del país, fusionando el Departamento de San Vicente con el de Cachapoal, y trasladando la cabecera de este último a de Peumo a San Vicente de Tagua Tagua. Posteriormente, ambos departamentos serían restablecidos y se mantendrían hasta la reforma administrativa de 1974. 

## Comunas y subdelegaciones
Al momento de su fundación, estaba conformado de la siguiente manera, sobre la base de las antiguas comunas de Caupolicán:
| Municipalidad | Subdelegaciones                |
| ------------- | ------------------------------ |
| Zúñiga        | 9a. Zúñiga                     |
| Pichidegua    | 10a. Pichidegua                |
| San Vicente   | 11a. Pencahue, 12. San Vicente |
| Huique        | 15a. Huique                    |

El 11 de enero de 1926 es creada, mediante el Decreto Ley 803, la comuna de Laguna de Tagua Tagua, que comprendía el territorio de la subdelegación de Pencahue correspondiente a la comuna de San Vicente.